# Die with a Smile
"Die with a Smile" é uma canção dos cantores e compositores americanos Lady Gaga e Bruno Mars. Foi lançada em 16 de agosto de 2024 pela gravadora Interscope Records e posteriormente incluída no oitavo álbum de Gaga, Mayhem (2025). Gaga e Mars escreveram e produziram a faixa ao lado de Dernst "D'Mile" Emile II e Andrew Watt, enquanto James Fauntleroy contribuiu com a composição adicional. A colaboração surgiu quando Mars convidou Gaga para seu estúdio, onde ele estava trabalhando em novas músicas. Ele apresentou a faixa em progresso para ela, e a dupla terminou de escrever e gravar a canção no mesmo dia. Na música, Gaga e Mars expressam um poderoso anseio de estar com um ente querido, destacando a urgência e a profundidade de seu amor diante da incerteza e de possíveis finais.
Musicalmente, a faixa com tendência ao soft rock foi comparada ao álbum Joanne (2016) e à canção "Shallow", da trilha sonora de A Star Is Born (2018), ambos de Gaga, além do trabalho de Mars com Anderson .Paak como parte do projeto Silk Sonic. Um clipe musical acompanhado, dirigido por Mars e Daniel Ramos, mostrando os dois cantores se apresentando na canção em um cenário de palco retrô, foi lançado simultaneamente com a faixa. Críticos de música elogiaram as vozes e a química de ambos os cantores.
A canção teve um sucesso comercial substancial, tornando-se a música diária em primeiro luigar de maior duração na história do Spotify, se tornando a mais rápida a alcançar 1.2 bilhões de reproduções na plataforma de streaming. Além de uma das músicas em primeiro lugar na tabela de maior duração na história da Billboard Global 200, com quatorze semanas no topo, no início de 2025, liderou as paradas oficiais em mais de vinte países e alcançou as dez primeiras posições em mais 25 países adicionais. Recebeu múltiplas certificações de diamante e platina na França e em outros quatorze países. "Die with a Smile" foi indicada a Canção do Ano e ganhou na categoria Melhor Performance de Duo/Grupo Pop na edição do Grammy Awards de 2025.

## Antecedentes e desenvolvimento
Lady Gaga e Bruno Mars primeiro se apresentaram e cantaram juntos no 2016 Victoria's Secret Fashion Show em 30 de novembro de 2016, como parte da programação. Em junho de 2024, Mars mencionou que gostaria de colaborar com Gaga em uma música ou "cantar com ela em sua residência em Las Vegas". Em um comunicado à imprensa, Gaga revelou: "Bruno e eu temos um grande respeito mútuo e estávamos falando sobre colaborar". Ela revelou que a colaboração se concretizou enquanto ela gravava seu próximo álbum de estúdio em Malibu. Uma noite, após um longo dia, Mars convidou Gaga para seu estúdio para ouvir a música que ele estava trabalhando e apresentou a faixa a ela. Nesse momento, ela ficou "impressionada" ao ouvir o que ele estava criando. A dupla terminou de escrever e gravar a música na mesma noite. Gaga descreveu o talento de Mars como "além da explicação" e "próximo do nível", enquanto Mars acrescentou que Gaga tornou a música "mágica".
No dia 12 de agosto, Mars e Gaga começaram a se seguir no Instagram. No mesmo dia, Gaga postou uma série de emojis na postagem de Mars de sua parada de tour na Cidade do México. Em 13 de agosto, Gaga compartilhou um vídeo dela tocando alguns acordes da música em um piano. Durante o vídeo, ela usava uma camisa com o rosto de Mars. No dia seguinte, Mars postou uma foto usando uma camiseta com o rosto de Gaga.

## Lançamento
Anteriormente, uma postagem da revista Hits na "Rumor Mill" anunciou uma colaboração entre Gaga e Mars, revelando o título da música. "Die with a Smile" foi oficialmente anunciada dias depois, em 2024-08-15. A arte de capa mostra os artistas vestidos em trajes "country-leaning" vermelhos e azuis com Gaga fumando um cigarro e Mars usando um chapéu de Cowboy. Representantes de Gaga inicialmente afirmaram que a música seria um single independente. No entanto, foi posteriormente anunciado que a música estaria em seu oitavo álbum de estúdio, com Gaga chamando-a de "parte enorme" do álbum e sua "peça que faltava." Além disso, Andrew Watt revelou em uma entrevista à Rolling Stone que a música sempre foi destinada a Mayhem.

## Composição
"Die with a Smile" teve créditos de escrita e produção de Gaga, Mars, Dernst "D'Mile" Emile II, e Andrew Watt, com escrita adicional na faixa de James Fauntleroy. A música foi escrita e gravada no estúdio de Gaga em Los Angeles em 2024. Foi rotulada como uma canção de pop-soul e soft rock, exibindo o estilo emocional de uma pop e soul balada. Billboard's Kyle Denis descreveu a música como uma balada poderosa que mescla pop, soul, country e rock. Foi comparada ao Silk Sonic, projeto de colaboração de Mars com Anderson .Paak. Críticos acharam que o som estava mais próximo do soft rock da década de 1970.
Quanto ao processo de escrita e gravação, Gaga explicou que uma noite ela estava trabalhando em seu próximo álbum em um estúdio em Malibu quando recebeu uma ligação de Mars, que a convidou para outro estúdio próximo para ouvir uma música que ele estava trabalhando. Ela disse: "Fui vê-lo por volta das 22h. Ele me mostrou a ideia, e então escrevemos o segundo verso. Gravamos até as 2h da manhã. Bruno tinha uma maneira muito específica que queria que soasse, e eu queria lhe dar isso." Ela também mencionou que eles queriam que as harmonias soassem "muito anos 70" e foram inspirados pelas colaborações entre Carole King e James Taylor durante o processo criativo. Em uma entrevista ao Los Angeles Times, ela afirmou:
Eu lembro de sentir que era uma música que as pessoas precisavam ouvir. Eu escrevo música o tempo todo, e às vezes você sente que está criando algo que algumas pessoas podem gostar. Mas há outras vezes em que você trabalha em algo e simplesmente sabe que vai falar profundamente com todos os tipos de pessoas. Eu soube disso imediatamente.

## Recepção da crítica
"Die with A Smile" recebeu aclamação crítica generalizada após o lançamento. Robin Murray da Clash deu à música oito de dez estrelas, descrevendo-a como "uma homenagem a aqueles luxuosos duetos dos anos 70" que "também se sente profundamente moderna". Ele acrescentou que "ambos os artistas brilham, mas há uma química inegável aqui que permite que 'Die with a Smile' tenha um caráter próprio". Murray observou que "há uma sensação de respeito mútuo neste último single, com ambos os artistas se ajudando a explorar novos espaços" e disse que "é camp em alguns momentos, mas isso é apenas diversão exuberante simples e cores vibrantes – a composição essencial permanece intacta, tocando nas cordas do coração". Ele concluiu que a colaboração é "um triunfo inesperado, que se baseia nas forças de ambos os artistas, antes de apresentar algo novo". Jake Viswanath da Bustle escreveu que a música "mistura as melodias pop emotivas de Gaga com as influências R&B old-school de Mars", com instrumentação "twang-y" adicional, em uma canção "sweepingly romantic and devastating" que "retrata dois amantes que querem experimentar seus últimos momentos juntos". Joey Nolfi da Entertainment Weekly definiu a música como uma "sequência espiritual" do single de Gaga de 2018, "Shallow". Escrevendo para Music Talkers, Peter Källman chamou a colaboração de "uma obra-prima soulful". Consequence deu uma crítica positiva: "ambos os artistas soam ótimos — a execução vocal de Gaga ao começar seu verso é perfeita! — e, como Paolo observou, a produção de Andrew Watt é sólida como sempre. E, no final das contas, nova música perfeitamente boa da Lady Gaga é melhor do que nenhuma nova música da Gaga". Brittany Spanos da Rolling Stone observou que "a nova faixa coloca as vozes majestosas do duo em plena exibição". Paul Grein do Billboard chamou a música de "uma combinação feita no Grammy heaven" e um "smash instantâneo". The New York Times chamou a música de "uma lenta dança romântica e levemente apocalíptica que oferece tanto a oportunidade de cantar até o teto".

## Desempenho comercial

### Estados Unidos
Billboard relatou que "Die with a Smile" vendeu mais de 14.000 cópias digitais nos Estados Unidos durante seus primeiros quatro dias de disponibilidade e uma semana completa de rastreamento de 21.000 cópias vendidas (digitais e físicas combinadas). Ele alcançou o número um no Spotify, Apple Music e iTunes durante sua semana de lançamento. A faixa estreou em terceiro lugar na Billboard Hot 100 para a semana data de 31 de agosto de 2024, tornando-se o 19º top 10 de Mars e o 18º de Gaga no país. O dueto estreou em primeiro lugar na lista de Digital Song Sales, tornando-se o 10º primeiro lugar de Mars e o 9º de Gaga. Em sua segunda semana nas paradas, a música caiu para o número 6 no Hot 100, vendendo mais 6.000 cópias. No entanto, com sua permanência contínua no Top 10 do Hot 100, a canção posteriormente alcançou o número 2 na data de 9 de novembro de 2024 (registrando 45,3 milhões de ouvintes no rádio, 22,6 milhões de streams e 16.000 vendidos), com três novas versões. Durante sua semana de rastreamento, todas as versões, incluindo a original, instrumental, acústica e as versões "Live in Las Vegas", foram descontadas para 69 centavos na loja do iTunes.
Na semana datada de 11 de janeiro de 2025, a música alcançou o topo da parada (com 59,7 milhões de audiências de airplay, 27,1 milhões de streams e 6.000 vendidos), tornando-se a primeira entrada de número 1 de abertura completa para o U.S. Billboard Hot 100 do ano calendário de 2025, bem como o sexto single de Gaga e o nono de Mars na Billboard Hot 100, após suas quatro semanas consecutivas na segunda posição, Kendrick Lamar's top five debuts e a temporada de Natal de 2024-2025. O single também fez de Lady Gaga a primeira artista a estrear no século 21, a segunda artista feminina após Janet Jackson, e a terceira artista em geral após Michael Jackson, a conseguir múltiplas músicas número 1 na U.S. Billboard Hot 100 em 3 décadas diferentes. Além disso, Gaga também igualou Diana Ross e Paula Abdul em sétimo lugar conjunto para o maior número de singles número um nos EUA por artistas femininas. Passou cinco semanas não consecutivas no topo do Hot 100, tornando-se a primeira música de Gaga e Mars a passar várias semanas em número 1 nos Estados Unidos desde os lançamentos de Gaga e Mars em 2011 e 2012, "Born This Way" e "Locked Out of Heaven", respectivamente.
Na parada de Billboard Pop Airplay, a música alcançou o topo, tornando-se o primeiro número um de Gaga lá desde "Born This Way" em 2011 e o oitavo no total em sua carreira. Também se torna o primeiro número um de Mars desde "Finesse" em 2016 e o décimo no total em sua carreira. Além disso, Gaga se torna o quarto artista a ter entradas número um nos Estados Unidos em cada uma das décadas de 2000, 2010 e 2020, seguindo Maroon 5, Taylor Swift e Miley Cyrus.

### Internacional
"Die with a Smile" alcançou o topo das paradas Billboard Global 200 e Global Excl. US na sua segunda semana, tornando-se a primeira canção a liderar ambas as paradas para Gaga e Mars, acumulando mais de 97 milhões de streams globalmente, 30 milhões dos quais foram dos EUA. Permanecendo no topo da parada por oito semanas, tornou-se a segunda canção com mais semanas no primeiro lugar de 2024, seguindo "Apt." de Rosé e Mars, que acumulou nove semanas no topo. "Die with a Smile" agora passou 13 semanas no total no número um do Global 200.
 É a única canção a ser transmitida semanalmente mais de 100 milhões de vezes globalmente por um período de vinte semanas. Em 20 de novembro de 2024, "Die with a Smile" se tornou a canção mais rápida a atingir 1 bilhão de streams no Spotify, sendo a única a fazê-lo em menos de 100 dias, completando a façanha após apenas 96 dias. Superou o recorde anterior, que pertencia a Jungkook e Latto com "Seven" (2023), que alcançou o marco em 108 dias. Em meados de dezembro, "Die with a Smile" foi estabelecida como a canção mais viral de 2024 no Spotify, acumulando mais de 1,6 bilhão de streams em 17 semanas e se tornando a canção mais compartilhada da plataforma nas redes sociais. Em 10 de fevereiro de 2025, a canção alcançou o maior número de dias no número um na tabela diária do Spotify Global com 121 dias não consecutivos, superando "Dance Monkey" de Tones and I (2019).
No Reino Unido, "Die with a Smile" estreou na sétima posição na UK Singles Chart, tornando-se a 11ª entrada de Mars no top 10 e a 15ª de Gaga. A canção subiu lentamente na parada nas três semanas seguintes antes de entrar no top 5 na quinta semana, alcançando a nova posição de número dois na sua nona semana.
No Brasil, "Die with a Smile" estreou na 13ª posição no Billboard Brasil Hot 100, sendo a canção internacional mais bem colocada na parada naquela semana; alcançou o pico na quarta posição na parada datada de 19 de outubro de 2024.
Na Austrália, estreou na décima posição na ARIA Singles Chart datada de 26 de agosto de 2024, tornando-se a 17ª entrada de Mars no top 10 e a 15ª de Gaga. A canção subiu nas paradas do top 10 por várias semanas antes de alcançar a nova posição de número dois na sua quinta semana.
Na Nova Zelândia, a canção estreou na primeira posição na Top 40 Singles Chart e dominou por mais oito semanas.
Nas Filipinas, a canção estreou na sexta posição na Philippines Hot 100 datada de 31 de agosto de 2024. Em sua quarta semana, a canção subiu ao topo da parada, tornando-se os primeiros artistas internacionais a alcançar esse marco, além de se tornar a canção internacional com a maior permanência no #1 no país durante o ano de 2024. Em outros lugares, a canção liderou as paradas nacionais na Argentina, Bélgica, Canadá, Colômbia, Croácia, República Tcheca, Estônia, Grécia, Hungria, Islândia, Índia, Indonésia, Israel, Líbano, Luxemburgo, Malásia, na região do MENA, Países Baixos, Noruega, Portugal, Arábia Saudita, Cingapura, África do Sul, Suíça, Emirados Árabes Unidos e Venezuela.

## Performance ao vivo
Gaga e Mars apresentaram "Die with a Smile" ao vivo pela primeira vez em 15 de agosto de 2024, como parte do show de Mars para a abertura do Intuit Dome em Los Angeles. A dupla usou trajes semelhantes aos que vestem nos visuais da canção. Após Mars receber Gaga no palco como parte do bis do show, eles replicaram o clipe da canção no palco, com Mars na guitarra e Gaga tocando os teclados. Em 27 de agosto de 2024, a dupla apresentou a canção duas vezes em sua residência de concertos, Bruno Mars at Park MGM em Las Vegas. O vídeo foi posteriormente lançado no canal YouTube de Mars em 29 de outubro de 2024.
Mars apresentou uma versão solo ao piano de "Die with a Smile" durante sua turnê promocional, Bruno Mars: Live in Brazil, que ocorreu de De 4 de outubro de 2024 a 5 de novembro de 2024. A turnê contou com 14 shows em diversas cidades brasileiras, incluindo Rio de Janeiro e São Paulo. Gaga também apresentou uma versão solo da canção durante um especial de Natal de Carpool Karaoke, lançado no Apple TV+ em 15 de dezembro de 2024.

## Vídeo musical
Gaga revelou via Instagram, junto com o anúncio da canção, que seu videoclipe seria lançado simultaneamente com a faixa às 21h PDT. O videoclipe, dirigido por Mars e Daniel Ramos, mostra Gaga e Mars com os trajes azuis que estão na arte da capa da canção. O clipe mostra a dupla apresentando a canção em um palco retrô de um estúdio de TV, povoado por manequins sem rosto, enquanto uma câmera em preto e branco os grava. Mars toca guitarra usando um chapéu de cowboy, enquanto Gaga toca os teclados usando meias vermelhas.

## Prêmios ou indicações
| Premiação                          | Ano  | Categoria                                      | Resultado | Ref.   |
| ---------------------------------- | ---- | ---------------------------------------------- | --------- | ------ |
| MTV Europe Music Awards            | 2024 | Melhor Colaboração                             | Indicado  | [ 66 ] |
| Musa Awards                        | 2024 | Canção Internacional Anglo do Ano              | Venceu    | [ 67 ] |
| Musa Awards                        | 2024 | Colaboração Internacional do Ano               | Venceu    | [ 67 ] |
| NRJ Music Awards                   | 2024 | Colaboração Internacional do Ano               | Venceu    | [ 68 ] |
| RTHK International Pop Poll Awards | 2024 | As dez melhores canções de ouro internacionais | Venceu    | [ 69 ] |
| Grammy Awards                      | 2025 | Canção do Ano                                  | Indicado  | [ 70 ] |
| Grammy Awards                      | 2025 | Melhor Performance de Dupla/Grupo Pop          | Venceu    | [ 70 ] |
| iHeartRadio Music Awards           | 2025 | Melhor Colaboração                             | Venceu    | [ 71 ] |
| iHeartRadio Music Awards           | 2025 | Melhor videoclipe                              | Indicado  | [ 71 ] |
| GAFFA Awards (Denmark)             | 2025 | Single Internacional do Ano                    | Indicado  | [ 72 ] |
| New Music Awards                   | 2025 | Canção do Ano do AC                            | Pendente  | [ 73 ] |

## Equipe e colaboradores
Créditos adaptados das notas de capa do CD single.
Gravação
- Gravado em Glenwood Place Recording (Burbank, California)
- Misturado no MixStar Studios (Virginia Beach, Virginia)
- Masterizado no Sterling Sound (New York City)

Músicos
| - Bruno Mars - vocalista principal, composição, guitarra - Lady Gaga - voz principal, composição, piano - D'Mile - composição, produção, baixo, bateria - Andrew Watt - composição, produção, guitarra - James Fauntleroy - composição - Charles Moniz - gravação, engenharia - Paul LaMalfa - gravação, engenharia | - Marco Sonzini - engenharia adicional - Alex Resoagli - assistência de engenharia de gravação - Tyler Harris - assistência na engenharia de gravação - Serban Ghenea - mixagem - Bryce Bordone - engenharia de mixagem - Randy Merrill - masterização |

## Desempenho nas tabelas musicais

### Posições
| Tabela musical (2024–2025)                     | Melhor posição |
| ---------------------------------------------- | -------------- |
| África do Sul (South Africa Songs)             | 1              |
| Alemanha (German Singles Chart)                | 5              |
| Arábia Saudita (Saudi Arabia Weekly Chart)     | 3              |
| Argentina (Argentina Hot 100)                  | 24             |
| Austrália (ARIA Top 50 Singles)                | 2              |
| Áustria (Ö3 Austria Top 40)                    | 20             |
| Bélgica (Flanders - Ultratop 50)               | 1              |
| Bélgica (Wallonia - Ultratop 40)               | 2              |
| Bolívia (Bolivia Songs)                        | 4              |
| Brasil (Brasil Hot 100)                        | 4              |
| Bulgária (Prophon International Top 10)        | 4              |
| Canadá (Canadian Hot 100)                      | 1              |
| Chile (Chile Songs)                            | 7              |
| Colômbia (Top Anglo Colombia)                  | 1              |
| Costa Rica (Top 20 Semanal)                    | 13             |
| Croácia (ARC Top 100)                          | 1              |
| Dinamarca (Tracklisten)                        | 4              |
| Equador (Ecuador Songs)                        | 9              |
| El Salvador (Top 20 General)                   | 15             |
| Emirados Árabes Unidos (UAE Weekly Chart)      | 1              |
| Eslováquia (Singles Digital Top 100)           | 3              |
| Espanha (Spanish Singles Chart)                | 22             |
| Estados Unidos (Billboard Hot 100)             | 1              |
| Estados Unidos (Digital Songs)                 | 1              |
| Estados Unidos (Radio Songs)                   | 18             |
| Estados Unidos (Streaming Songs)               | 1              |
| Estados Unidos (Pop Airplay)                   | 1              |
| Estados Unidos (Adult Pop Airplay)             | 1              |
| Estados Unidos (Adult Contemporary)            | 5              |
| Estónia - Airplay (Eesti Tipp-40)              | 1              |
| Filipinas (Philippines Hot 100)                | 1              |
| Finlândia (Suomen Virallinen Singlelista)      | 13             |
| França (French Singles Chart)                  | 8              |
| Grécia - Internacional (Digital Singles Chart) | 1              |
| Hong Kong (Hong Kong Songs)                    | 2              |
| Indonésia (Indonesia Songs)                    | 1              |
| Irlanda (Irish Singles Chart)                  | 3              |
| Islândia (Tonlist)                             | 1              |
| Israel - Airplay (Media Forest Top 20)         | 1              |
| Itália (Top Singoli)                           | 16             |
| Japão (Japan Hot 100)                          | 38             |
| Lituânia (AGATA Top 100)                       | 3              |
| Luxemburgo (Luxembourg Songs)                  | 5              |
| Malásia (Malaysia Songs)                       | 1              |
| México (Mexico Songs)                          | 23             |
| Noruega (VG-lista)                             | 1              |
| Nova Zelândia (NZ Top 40 Singles Chart)        | 1              |
| Países Baixos (Single Top 100)                 | 1              |
| Panamá (Top 20 General)                        | 11             |
| Paraguai (Top 20 General)                      | 3              |
| Peru (Peru Songs)                              | 2              |
| Portugal (Top Português de Singles)            | 1              |
| Portugal (Top de Airplay)                      | 1              |
| Reino Unido (UK Singles Chart)                 | 2              |
| Chéquia (Singles Digitál Top 100)              | 41             |
| Roménia (Romania Songs)                        | 3              |
| Singapura (RIAS Top Songs Chart)               | 1              |
| Suécia (Sverigetopplistan)                     | 4              |
| Suíça (Schweizer Hitparade)                    | 1              |
| Taiwan (Taiwan Songs)                          | 4              |
| Uruguai (Top 20 General)                       | 7              |
| Venezuela (Record Report)                      | 26             |
| Mundo (Global 200)                             | 1              |
| Mundo (Global Excl. US)                        | 1              |

### Certificações
| País                              | Certificação | Vendas certificadas |
| --------------------------------- | ------------ | ------------------- |
| Nova Zelândia (Recorded Music NZ) | 2× Platina   | 60.000              |

## Histórico de lançamento
| Região         | Data                 | Formato(s)                 | Gravadora(s)          | Ref.    |
| -------------- | -------------------- | -------------------------- | --------------------- | ------- |
| Mundo          | 16 de agosto de 2024 | Download digital streaming | Interscope            | [ 117 ] |
| Estados Unidos | 16 de agosto de 2024 | Contemporary hit radio     | Interscope            | [ 118 ] |
| Itália         | 16 de agosto de 2024 | Rádio                      | EMI Warner            | [ 119 ] |
| Alemanha       | 16 de agosto de 2024 | CD single                  | Interscope Streamline | [ 120 ] |
| Reino Unido    | 16 de agosto de 2024 | CD single                  | Interscope Streamline | [ 121 ] |
| Estados Unidos | 16 de agosto de 2024 | CD single                  | Interscope Streamline | [ 122 ] |
| Estados Unidos | 19 de agosto de 2024 | Adult contemporary radio   | Interscope            | [ 123 ] |
| Canadá         | 23 de agosto de 2024 | CD single                  | Interscope Streamline | [ 124 ] |
| França         | 27 de agosto de 2024 | CD single                  | Interscope Streamline | [ 125 ] |
| Estados Unidos | 4 de outubro de 2024 | Vinil de 7 polegadas       | Interscope Streamline | [ 126 ] |